# The Frozen Ghost
The Frozen Ghost – amerykański film grozy z 1945 roku. Film jest adaptacją słuchowiska radiowego.

## Obsada[1]
- Lon Chaney Jr. – Alex Gregor
- Evelyn Ankers – Maura Daniel
- Milburn Stone – George Keene
- Douglass Dumbrille – inspektor Brant
- Martin Kosleck - dr Rudi Polden
- Elena Verdugo - Nina Coudreau
- Tala Birell - Valerie Monet
- Arthur Hohl - pijany widz